# Ошняк
Ошняк (тат. Әшнәк), или Ошнячка, — река в Пестречинском и Рыбно-Слободском районах Республики Татарстан (Россия), правый приток Камы (впадает в Куйбышевское водохранилище). Является памятником природы регионального значения.

## Описание
Длина реки составляет 37 км; площадь водосбора — 261 км². Протекает по плоской выровненной, полого наклоненной к югу равнине. Лесистость водосбора 24 %. Долина реки асимметрична; в широкой (2—3 км) устьевой части прослеживаются высокие (40—50 м) камские террасы, почти непрерывной полосой поднимающиеся над Куйбышевским водохранилищем. Русло извилистое, неразветвлённое, узкое (5—8 м). В устье реки, в результате подпора водохранилища, образованы большие заливы.
Ошняк принимает 13 притоков, длина крупнейшего из которых — реки Ирги — составляет 15 км. Густота речной сети в бассейне — 0,33 км/км². Река маловодна, зарегулирована, по её руслу образованы 5 прудов суммарным объёмом 3,7 млн. м³. Питание смешанное, преимущественно снеговое (до 75 %).
Гидрологический режим характеризуется высоким половодьем и очень низкой продолжительной меженью. Распределение стока внутри года неравномерное. При среднем слое годового стока 160 мм, 120 мм приходится на период весеннего половодья, продолжительность которого составляет около 25 дней. Межень устойчивая, низкая (0,4 м³/с). Модуль подземного питания 1,0—3,0 л/(с⋅км²). Для зимнего периода характерен продолжительный (около 150 дней) устойчивый ледостав.
Вода в реке гидрокарбонатно-сульфатно-кальциевая, умеренно жёсткая весной (3,0—6,0 мг-экв/л) и очень жёсткая (9,0—12,0 мг-экв/л) в межень, средней минерализации в половодье (200—300 мг/л) и повышенной (700—1000 мг/л) — в межень. Самоочищение уравновешенное.

## Использование
Река Ошняк имеет большое хозяйственное значение для региона. Её вода используется предприятиями сельского хозяйства, в которых имеются животноводческие фермы, летние лагеря КРС и молодняка, скотомогильники, кладбища, склады минеральных удобрений и ядохимикатов (в том числе и в водоохранной зоне).

## Охрана
Постановлением Совета Министров Республики Татарстан от 10 января 1978 г. № 25 долина реки Ошняк была объявлена памятником природы регионального значения, подлежащим особой охране